# Carl Adolf Aurelius
Carl Adolf Aurelius, född 11 november 1799 i Örtomta församling, Östergötlands län, död 13 januari 1854 i Ekeby församling, Östergötlands län, var en svensk präst i Ekeby församling. Aurelius var bror till kyrkoherden Anton Anders Aurelius.

## Biografi
Carl Adolf Aurelius föddes 11 november 1799 i Örtomta socken. Han var son till prosten Nils Aurelius och Catharina Elisabeth Brunckman. Aurelius blev 1817 student vid Uppsala universitet och prästvigdes 4 januari 1824. Han blev 29 september 1827 komminister i Ekeby församling och tillträdde 1829. Aurelius blev 16 december 1837 kyrkoherde i församlingen och tillträdde 1839. Han avled 13 januari 1854 i Ekeby socken.
Aurelius var bror till kyrkoherden Anton Anders Aurelius.